# Олга Бризгина
Олга Аркадјевна Бризгина (рус. Ольга Аркадьевна Брызгина, девојачко Владикина рус. Владыкина; Краснокамск, 30. јун 1963.) некадашња је атлетичарка која је на међународним такмичењима до 1991. представљала Совјетски Савез, а потом Украјину.

## Каријера
Бризгина је тренирала у Ворошиловграду. У тркама на 400 метара и штафети 4 х 400 метара била је посебно успешна олимпијка са три златне медаље и једном сребрном медаљом. На Олимпијским играма 1988. совјетска штафета поставила је нови светски рекорд од 3:15,17 (три минуте, 15 секунди, 17 стотинки) који је и даље актуелан (стање 2024). Бризгина је такође постала светска шампионка 1987. године.
У финалу Олимпијских игара у Сеулу 1988. у штафети 4 × 400 м Бризгина је трчала последњу измену за штафету Совјетског Савеза и донела је победу свом тиму, са четири метара предности испред штафете САД, где је задњу измену трчала Флоренс Грифит-Џојнер. Совјетска штафета је истрчала нови светски рекорд (3:15,17) а Бризгина је своју деоницу од 400 метара истрчала за 47,7 секунди, што је једна од најбржих трка које је једна 400-метрашица икада истрчала у тркама штафета.
Лични рекорд Олге Бризгине на 400 метара од 48,27 секунди и даље је сврстава међу 10 најбржих атлетичарки свих времена у трци на 400 метара. Бризгина је истрчала 48,27 у истој трци у којој је Марита Кох поставила актуелни светски рекорд на 400 метара од 47,60 секунди. То је било 6. октобра 1985. на стадиону Брус у Канбери (Аустралија).

## Приватно
Олгин супруг Виктор Бризгин такође је био спринтер. Освојио је злато у штафети 4 × 100 м на Олимпијским играма 1988. Заједно имају две ћерке, Јелисавету и Анастасију, које се обе такмиче у атлетици за Украјину.
Интересантно је да Олга и њена ћерка Јелисавета имају идентичан лични рекорд у трци на 200 метара од  22,44 секунде.
1992. Олга Бризгина је завршила такмичарску каријеру. Радила је као директор спортске школе атлетике Динамо, а затим је постала тренер украјинске атлетске репрезентације у Луганској области. Постала је потпредседник Атлетског савеза Украјине. Дипломирала је на Луганском државном педагошком институту и стекла звање наставнице физичког васпитања.

## Међународна Такмичења
| Представљајући СССР | Представљајући СССР          | Представљајући СССР | Представљајући СССР | Представљајући СССР | Представљајући СССР |
| Година              | Такмичење                    | Место               | Пласман             | Дисциплина          | Резултат            |
| ------------------- | ---------------------------- | ------------------- | ------------------- | ------------------- | ------------------- |
| 1984                | Игре пријатељства            | Праг, Чехословачка  | 3.                  | 400 м               | 49.52               |
| 1985                | Континентални куп            | Канбера, Аустралија | 2.                  | 400 м               | 48.27               |
| 1986                | Европско првенство           | Штутгарт, Немачка   | 2.                  | 400 м               | 49.67               |
| 1986                | Европско првенство           | Штутгарт, Немачка   | Дисквалификоване    | 4 × 400 м           |                     |
| 1987                | Светско првенство            | Рим, Италија        | 1.                  | 400 м               | 49.38               |
| 1987                | Светско првенство            | Рим, Италија        | 2.                  | 4 × 400 м           | 3:19.50             |
| 1988                | Олимпијске игре              | Сеул, Јужна Кореја  | 1.                  | 400 м               | 48.65               |
| 1988                | Олимпијске игре              | Сеул, Јужна Кореја  | 1.                  | 4 × 400 м           | 3:15.17СР           |
| 1991                | Светско првенство            | Токио, Јапан        | 4.                  | 400 м               | 49.82               |
| 1991                | Светско првенство            | Токио, Јапан        | 1.                  | 4 × 400 м           | 3:18.47             |
| Представљајући ЕУН  |                              |                     |                     |                     |                     |
| 1992                | Европско првенство у дворани | Ђенова, Италија     | 2.                  | 400 м               | 51.48               |
| 1992                | Олимпијске игре              | Барселона, Шпанија  | 2.                  | 400 м               | 49.05               |
| 1992                | Олимпијске игре              | Барселона, Шпанија  | 1.                  | 4 × 400 м           | 3:20.20             |